# Бернардіна Крістіана Софія Саксен-Веймар-Айзенаська
Бернардіна Крістіана Софія Саксен-Веймар-Айзенаська (нім. Bernhardine Christiane Sophie von Sachsen-Weimar-Eisenach, 5 травня 1724 — 5 червня 1757) — принцеса Саксен-Веймарська та Саксен-Айзенаська з Ернестинської лінії Веттінів, донька герцога Саксен-Веймару й Саксен-Ейзенаху Ернста Августа I та принцеси Ангальт-Кетенської Елеонори Вільгельміни, дружина князя Шварцбург-Рудольштадту Йоганна Фрідріха.

## Біографія

### Ранні роки
Народилась 5 травня 1724 року у Веймарі. Була сьомою дитиною та п'ятою донькою в родині правлячого герцога Саксен-Веймару Ернста Августа I та його першої дружини Елеонори Вільгельміни Ангальт-Кетенської. Мала старшого брата Йоганна Вільгельма та сестер Вільгельміну Августу, Шарлотту Агнесу й Ернестіну Альбертіну. Інші діти померли в ранньому віці до її народження. Наступного року у неї з'явився молодший брат Емануїл Фрідріх, який прожив 3 роки.
Шлюб батьків був щасливим. Втім, матір померла, коли Бернардіні виповнилося 2 роки. Батько важко переживав утрату й вирушив у тривалі мандри. Вісім років потому, втративши спадкоємця, він узяв другий шлюб із принцесою Софією Шарлоттою Бранденбург-Байройтською. Цей союз дав Бернардіні трьох молодших єдинокровних братів та сестру Ернестіну.
У 1741 році Ернст Август I успадкував Саксен-Айзенаське герцогство, в якомі містилися великі лісові угіддя. Будучи палким мисливцем, він переїхав до Ейзенаху, де присвятив решту життя розвагам.

### Шлюбне життя
У віці 20 років Бернардіна стала дружиною 23-річного князя Шварцбург-Рудольштадту Йоганна Фрідріха, який отримав трон за пару місяців до цього. Весілля пройшло 19 листопада 1744 року в Айзенасі.
Чоловік був освіченою людиною, володів французькою мовою, захоплювався ідеями Просвітництва, колекціонував книги й відкрив публічну бібліотеку. Придворним капельмейстром у Рудольштадті у 1750-х був Георг Гебель. Резиденцією подружжя слугував, відновлений після пожежі 1735 року, палац Гайдексбург.
У пари народилося шестеро дітей, з яких відомі четверо доньок. Княгиню змальовували як виключно доброзичливу жінку. У 1756 році вона придбала будинок Гандверкергоф біля підніжжя замку, заснувала в ньому заклад Bernhardinen-Stift для самотніх жінок аристократичного походження, й сама написала для нього статут. Придбавши й сусідню будівлю, розширила фундацію ще на шість кімнат. Її герб зберігається над головним входом і досі.
У 33-річному віці Бернардіна Крістіана Софія пішла з життя у Рудольштадті. Чоловік пережив її на десять років і більше не одружувався. Обох поховано в замковій кірсі Шварцбургу. У 1940 році прах перенесли до міської церкви Святого Андреаса в Рудольштадті.

## Родина

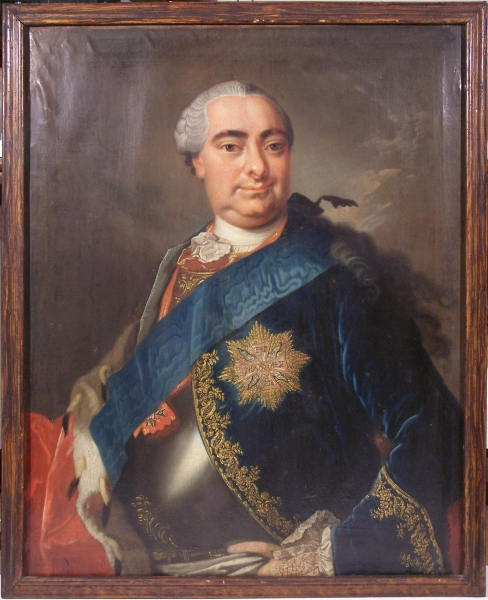
Портрет Йоганна Фрідріха пензля невідомого майстра

Чоловік — Йоганн Фрідріх, князь Шварцбург-Рудольштадтський
Діти:
- Фредеріка (1745—1778) — дружина князя Шварцбург-Рудольштадту Фрідріха Карла, мала шестеро дітей;
- Софія Ернестіна (1749—1754) — прожила 5 років;
- Вільгельміна (1751—1780) — дружина князя Нассау-Саарбрюккена Людвіга, мала єдиного сина;
- Генрієтта Шарлотта (1752—1756) — прожила 4 роки.